# Фельдмаршал (Индия)
Фельдма́ршал (англ. Field marshal, хинди फील्ड मार्शल; сокращение — FM) — пятизвёздочное офицерское и наивысшее достижимое звание в Сухопутных войсках Индии. Фельдмаршал по званию выше генерала, однако в нынешней структуре Сухопутных войск Индии звание фельдмаршала не используется. Это звание присваивается генералам лишь во время войны или в церемониальных целях.
Звания фельдмаршала были удостоены только два офицера Сухопутных войск Индии: первым обладателем звания стал Сэм Манекшоу, получивший повышение 1 января 1973 года. Вторым обладателем этого звания являлся Кодандера Мадаппа Кариаппа, получивший повышение в звании 15 января 1986 года.

## Обзор
Фельдмаршал — это пятизвёздочное офицерское и наивысшее достижимое звание в Сухопутных войсках Индии. Звание фельдмаршала присваивается во время войны или в церемониальных целях и было присвоено двум офицерам Сухопутных войск Индии.
Фельдмаршал получает полное жалование генерала и считается служащим в Сухопутных войск Индии офицером до самой смерти. Также фельдмаршалы имеют право носить парадную форму на всех торжественных мероприятиях.

### Знаки различия
Знаки различия фельдмаршала Индии состоят из национальной эмблемы Индии, изображённой над скрещёнными жезлом и саблей в венке из цветов лотоса. При повышении до звания фельдмаршала, офицеру вручается жезл с золотым наконечником, который они могут носить на официальных мероприятиях. Фельдмаршальский знак различия, представляющий собой пять золотых звёзд на красной полосе, обычно используется на вымпелах их автомобилей, на штандарте фельдмаршала и в качестве петлиц.

## Обладатели звания
На сегодняшний день только двум офицерам Сухопутных войск Индии было присвоено звание фельдмаршала. Самому первому звание было присвоено Сэму Манекшоу в 1973 году в знак признания его заслуг и лидерства в Третьей индо-пакистанской войне. Сразу после этой войны премьер-министр Индии Индира Ганди решила повысить Манекшоу до звания фельдмаршала и впоследствии назначить его начальником штаба обороны Индии. Однако это повышение было отменено после возражений бюрократии и командующих Военно-морскими и Военно-воздушными силами Индии. Но 3 января 1973 года, по истечении срока полномочий начальника штаба Сухопутных войск Индии, Сэм Манекшоу всё-таки был произведён в фельдмаршалы на церемонии, состоявшейся в Раштрапати-Бхаване. Поскольку это было первое повышение до звания фельдмаршала, некоторые детали, такие как знаки различия, не были проработаны. За несколько недель до повышения Манекшоу в Военном городке Дели были изготовлены первые знаки различия фельдмаршала Индии. Считается, что они были вдохновлены знаками различия британского фельдмаршала.
Вторым человеком, которому было присвоено звание фельдмаршала, являлся Кодандера Мадаппа Кариаппа — первый индиец, занявший пост главнокомандующего Сухопутными войсками Индии. В отличие от Сэма Манекшоу, произведённого в фельдмаршалы за несколько дней до ухода с поста начальника штаба Сухопутных войск Индии, Кариаппа на момент своего повышения находился в отставке почти 33 года, что создало проблему, поскольку фельдмаршалы считаются служащими в Сухопутных войсках Индии пожизненно. Несмотря на это, Правительство Индии решило повысить Кодандеру Мадаппу Кариаппу в звании, и присвоило ему звание фельдмаршала 15 января 1986 года на специальной церемонии посвящения, состоявшейся в Раштрапати-Бхаване.